# 小行星133280
小行星133280（133280 Bryleen）是一颗绕太阳运转的小行星，为主小行星带小行星。该小行星于2003年9月20日发现。
該小行星以發現者詹姆斯·惠特尼·揚的兒子布萊恩·揚（Bryan Young）和女兒艾琳·揚（Eileen Young）命名。

## 轨道参数
小行星133280的轨道半长轴为451 778 222 km，3.0199079 UA，离心率为0.197。